# Issaka Sidibé
Issaka Sidibé est un homme politique, douanier, député et président de l'Assemblée nationale au Mali.

## Biographie

### Origines et débuts
Issaka Sidibé est né le 26 juin 1946 à Koulikoro, Il est diplômé en droit privé de l'École nationale d'administration de Bamako.

### Carrière
Issaka Sidibé fait carrière dans les douanes maliennes entre 1976 et 2002. Lors des élections législatives de 2002, il est élu pour la première fois à l'Assemblée nationale. Il effectue un seul mandat de cinq ans, alors qu'Ibrahim Boubacar Keïta est le président de l'Assemblée. Pendant son mandat, Sidibé est rapporteur général de la commission des Finances.
Il est réélu à l'Assemblée nationale lors des élections législatives de novembre-décembre 2013 en tant que candidat du Rassemblement pour le Mali. Le 22 janvier 2014, Issaka Sidibé est élu président de l'Assemblée nationale. Il obtient 115 des 147 voix possibles. Malgré son précédent passage à l'Assemblée nationale, il est considéré comme une figure peu connue de la politique malienne mais est membre de la famille du président Ibrahim Boubacar Keïta. Le 11 mai 2020, Moussa Timbiné le remplace à la présidence de l'Assemblée nationale.
Le 11 juin 2020, il prête serment comme président de la Haute Cour de justice, remplaçant ainsi Abderrahmane Niang.

## Vie privée
Sidibé est marié et père de cinq enfants. Il est le beau-père de Karim Keïta, fils du président malien Ibrahim Boubacar Keïta.